# Koishikawa
Koishikawa (小石川, nom que significa «riu amb còdols») és un districte a la part occidental del barri especial Bunkyō de Tòquio, i un dels 35 antics barris de la ciutat. És una zona residencial i escolar, si bé també és important la presència de tallers d'impressió i enquadernació.
La zona està comunicada per transport per les estacions de metro de Hakusan i Kasuga.
El nom fa referència a l'altiplà i la vall situats a l'àrea de la vora nord del riu Kamigawa, un riu que amb el pas dels anys va quedar soterrat i actualment la seva existència no és clara. Durant el període Edo era un lloc amb camps de conreu i era important la presència de temples i residència de samurais i dàimios. A partir de l'era Meiji es va desenvolupar de forma important, el 1878 va ser establert com a districte de la prefectura de Tòquio, combinant les àrees circumdants com Sekiguchi i Otowa. Entre 1883 i 1912 la població es va quadruplicar. El nou govern va preveure convertir aquesta àrea en camps de conreu de moreres i arbustos de te, de fet les terres dels voltants van estar cobertes d'arrossars encara durant uns anys.
D'altra banda, durant l'era Meiji també va ser un lloc de fabricació d'armament una antiga fàbrica de Sekiguchi, que havia estat propietat del shogunakt Tokugawa, mentre que l'any 1871 s'hi va instal·lar també l'oficina d'afers militars, l'arsenal i els seus tallers.
Actualment, en sentit estricte, abasta els chome 1-5 a nivell administratiu. El 1947 va ser fusionat amb el districte de Hongo i va esdevenir el barri de Bunkyō. Actualment és una zona residencial i escolar, especialment a la part alta de l'altiplà, molt propera a les universitats d'Ochanomizu i de Takushoku, mentre que a les terres baixes de la vall hi ha una notable presència de tallers i fàbriques d'impressió i d'enquadernació.

## Llocs d'interès

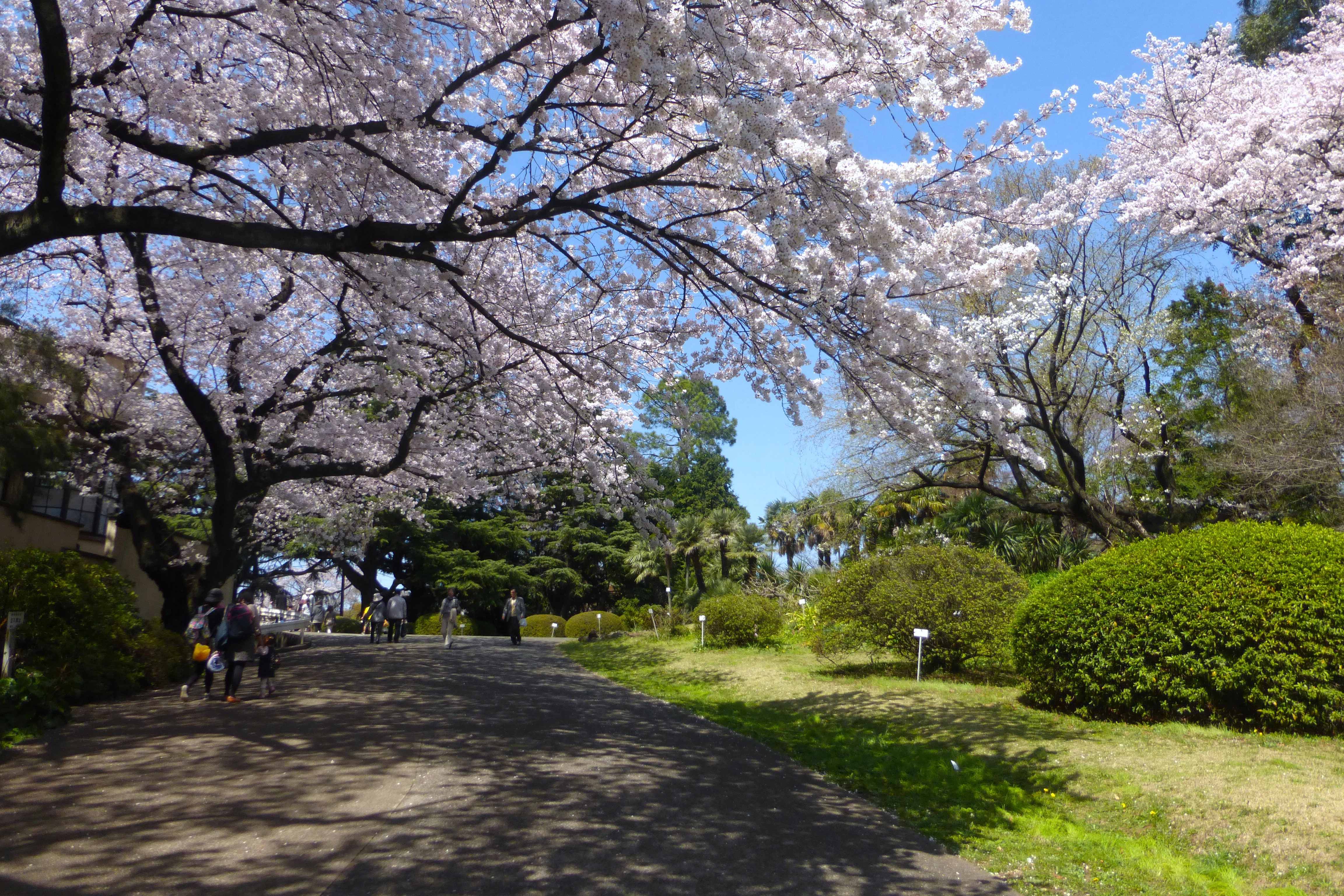
Cirers florits al Jardí Botànic Koishikawa

- Jardí Botànic Koishikawa (小石川植物園, Koishikawa Shokubutsuen): establert el 1684 pel shogunat Tokugawa per al conreu d'herbes medicinals, actualment i des de 1877 és un jardí amb un total de 16 ha mantingut per la Facultat de Ciències Universitat de Tòquio. Disposa d'una col·lecció notable d'arbres i plantes, algunes d'elles exòtiques, procedents de diverses regions del món.[4]
- Jardins Koishikawa Kōrakuen (小石川後楽園): jardins populars que daten del període Edo, situats al costat de l'estadi Tokyo Dome. Té elements decoratius xinesos, i és un dels sets llocs del Japó que ha rebut la doble designació de Lloc Especial de Bellesa Paisatgística i Lloc Especial Històric.[5]
- Sanatori Koishikawa (小石川養生所, Koishikawa Yōjōsho): originalment un hospital de beneficència establert el 4 de desembre de 1722 per suggeriment del metge local Ogawa Shōsen, va ser gestionat per l'administració del shogunat i acceptava només pacients sense recursos, principalment orfens, vídues i rodamons. Posteriorment va ser incorporat a l'escola mèdica de la Universitat de Tòquio.[5][6]